# 64 Draconis
64 Draconis (e Draconis) é uma estrela na direção da Draco. Possui uma ascensão reta de 20h 01m 28.53s e uma declinação de +64° 49′ 15.6″. Sua magnitude aparente é igual a 5.22. Considerando sua distância de 564 anos-luz em relação à Terra, sua magnitude absoluta é igual a −0.97. Pertence à classe espectral M1III.